# Coras de Tepic (baloncesto)
Para el equipo de fútbol, véase Deportivo Tepic.
Los Coras de Tepic fue un equipo que participó en el Circuito Mexicano de Básquetbol, en la Liga Nacional de Baloncesto Profesional y en el Circuito de Baloncesto de la Costa del Pacífico; con sede en Tepic, Nayarit, México.

## Historia
Equipo que tuvo sus inicios en el Circuito Mexicano de Básquetbol, y que tuvo un paso fugaz por la Liga Nacional de Baloncesto Profesional de México.

## Jugadores

### Roster actual
Por definir.